# Monte Cavallo (Dolomiti Orientali di Badia)
Monte Cavallo (L'Ciaval in ladino, Monte Cavallo in italiano, Heiligkreuzkofel in tedesco), è una montagna delle Dolomiti, nel gruppo delle Dolomiti Orientali di Badia, alta 2.907 m.
Il Monte Cavallo è la più bassa delle tre cime che compongono il Sasso di Santa Croce, ma è la più celebre delle tre data la sua onnipresenza nel panorama dalle rinomate località dell'Alta Badia.
La cima è raggiungibile tramite una via ferrata, la cui partenza si trova nei pressi del Santuario di Santa Croce; è altresì accessibile dall'Alpe di Fanes.

## Vie alpinistiche
Sulla sua parete occidentale sono presenti varie vie d'arrampicata, le quali sono facilmente raggiungibili dal sottostante Santuario di Santa Croce. Quest'ultimo è anch'esso raggiungibile sia in inverno che in estate con la seggiovia che parte da San Leonardo.